# C'era una volta Studio Uno
C'era una volta Studio Uno è una miniserie televisiva italiana in due puntate, co-prodotta da Lux Vide e Rai Fiction, e trasmessa in prima serata su Rai 1 e Rai 1 HD il 13 e 14 febbraio 2017.

## Trama
Attorno alla produzione della trasmissione Studio Uno si snodano le storie professionali e personali di Giulia, Rita ed Elena che si trovano a lavorare tutte e tre per il programma, con ruoli diversi. Giulia è segretaria nel servizio opinioni, Rita fa la sarta per gli abiti di scena, Elena invece è una delle ballerine del programma. Giulia, orfana che vive con gli zii e promessa sposa ad Andrea, si innamora di Lorenzo, un aspirante programmista televisivo. Rita è una ragazza madre, condizione molto difficile per la morale dell'epoca, e vorrebbe fare la cantante; scartata ai provini della trasmissione, riesce ad ottenere il posto di sarta grazie al macchinista di scena Renato, che si è innamorato di lei. Elena è fidanzata con un ragazzo appartenente all'alta società ma è determinata a diventare una stella del balletto, puntando anche sulla sua bellezza fisica.